# Canning Stock Route
A Canning Stock Route (CSR) egy egykori marhaterelő ösvény, majd annak a nyomvonalán létrejött turisztikai földút neve Nyugat-Ausztráliában, az Outback területén. 1700 kilométeres hossza alatt egyetlen lakott hely mellett halad el, Ausztrália és a világ  egyik legnehezebb útvonalának tartják. Nevét tervezője és építésvezetője, Alfred Canning után kapta.

## Az út tervezése
Az 1900-as évek elejéig a Nyugat-Kimberley régió tenyésztői és kereskedői uralták a környék marhapiacát, ezáltal diktálták a feltételeket és árakat. A Kelet-Kimberley régió tenyésztői sokkal nehezebb helyzetben voltak. Megfelelő út híján marháikat csak hajóval szállíthatták volna el a piacokra, ám a régióban tenyésztett marhák többféle fertőzéssel küszködtek, többek között babéziózissal, ezért járványügyi okból tilos volt őket hajókkal szállítani. Az ottani tenyésztők így nem tudták marháikat a piacra juttatni. A helyzet megváltoztatása érdekében úgy döntöttek, a délebbi országrész felé létre kell hozni egy marhaterelésre alkalmas ösvényt Halls Creek irányából. Az út végállomásának Wiluna települést tervezték. Ennek oka főként az aranyláz miatt felduzzadt népesség ellátása volt. A terv megvalósításával a kormány Alfred Canning mérnököt bízta meg. 1906-ban kezdődött az út felmérése. Canning 23 teve, két ló és nyolc ember kíséretében fél éves útra indult északra Halls Creek felé, majd két hónap várakozás után újabb fél éves útra indult vissza délre. A teljes expedíció 14 hónapig tartott.
A marhatereléshez elsőrendű fontosságú volt egynapi távolságonként itatóhelyek létrehozása. A megfelelő kutak megtalálásában a helyi őslakosság segítségét vette igénybe, sokszor meglehetősen erkölcstelen módszerekkel. Az őslakók egy része önként segített, őket értéktelen csecsebecsékkel, üveggyöngyökkel fizették ki. A közreműködéstől elzárkózókat rendőri segítséggel késztették  munkára. A húzódozó őslakókat Canning megbilincseltette, majd kényszerítette tradicionális víznyerőhelyeik megmutatására. Mivel a kutak egy része az őslakók hiedelme szerint szent hely volt, ezeket nem mutatták meg, sőt messzire elkerülték, ezért végül az út jóval hosszabb lett a szükségesnél. Canning őslakókkal való bánásmódja utóbb politikai viharokat kavart.

## Az út építése és használata
Az útvonal kiépítése 1908 márciusában kezdődött, mikor Canning jól felszerelt expedícióval indult el Perthből. Az út kijelölése és a kutak kiépítése 1910 áprilisában fejeződött be. Az út teljes hossza során 48 kutat és itatóállomást hoztak létre (Well 1 – Well 51). A kutak sokszor az őslakók egyetlen víznyerőhelyére lettek építve. Olyan nehéz zárófedeleket alkalmaztak, amiket csak három erős ember, vagy egy teve tudott elmozdítani, ezzel lehetetlenné tették az őslakók vízhez való jutását. A nehéz fedél alatti vízhez való hozzáférés során számos őslakót súlyos, vagy halálos baleset ért.
Az elkészült ösvényen az első hajtás 42 lóval történt, de mindössze 9 élte túl az utat. 1911 januárjában első alkalommal hajtottak át bivalyokat az úton, ám a 37-es forrásnál harcba keveredtek a vizüket védő őslakókkal, három hajtó meghalt. Büntetőexpedíciót indítottak ellenük, ennek során tíz (más források szerint legkevesebb 19) őslakót mészároltak le.
Az út a nehézségek és az ellenséges őslakók miatt nem volt népszerű, 20 év alatt mindössze nyolc marhahajtás volt rajta. A kutakat a vizüket visszaszerezni akaró őslakók megrongálták, az út szinte használhatatlanná vált.
A marhahús árának drámai emelkedése miatt a kormány 1929-ben az út rendbetételéről döntött. A kutakat úgy építették át, hogy az őslakók is hozzáférhessenek a vízhez. Az átépített ösvény 1931-ben lett kész. A második világháború során a marhacsapást gépekkel keskeny úttá szélesítették, a japánok előli esetleges menekülő útvonal céljára.
Az átépített út sem volt népszerű, 1931 és az utolsó 1959-es hajtás között mindössze húsz marhahajtás volt rajta. 1910 és 1959 között a lóhajtásokat is beszámítva összesen 37 alkalommal használták.

## Mai használat
Az út marhahajtó ösvényként ugyan nem vált be, de az 1950-es évektől folyamatosan fedezték fel kalandvágyó utazók. Noha elvileg csak négykerék-hajtású autóval lenne járható, már motorkerékpárral, kerékpárral, sőt, gyalog is átvágtak rajta. A sikertelen kísérletekre járművek otthagyott roncsai emlékeztetnek. Néhány extrém sportoló sikeres átjutása ellenére az út végigjárását csak igen alapos felkészülés mellett ajánlják.

## Az út leírása

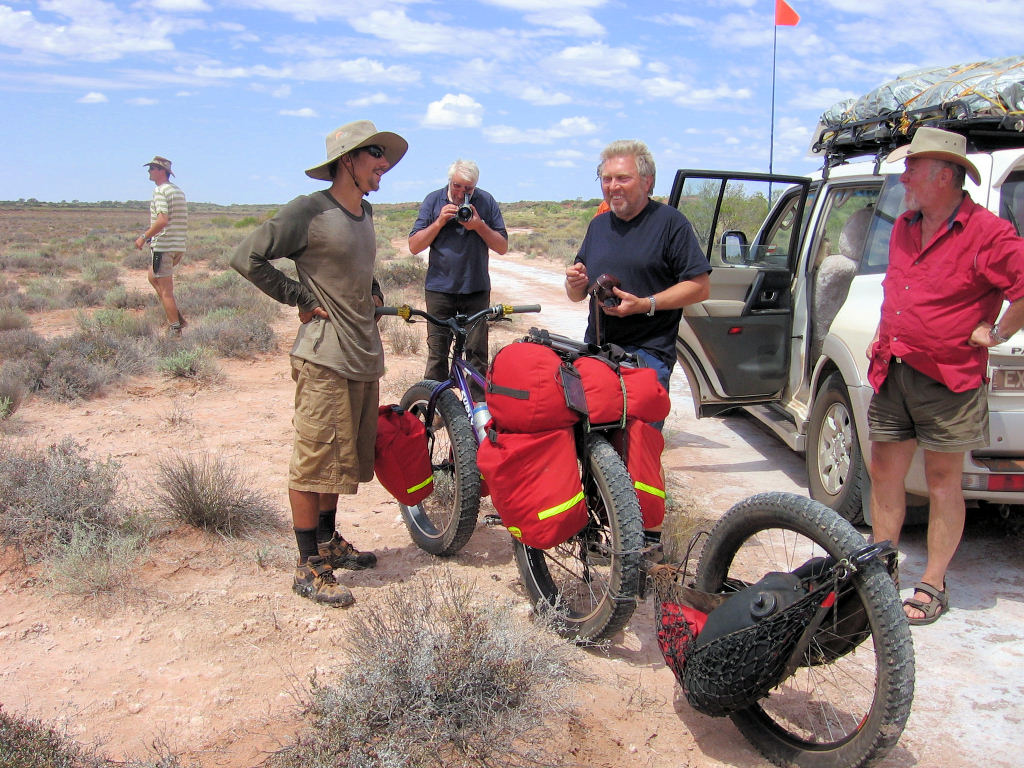
Speciális kerékpárral az úton

A Canning Stock Route Ausztrália sok, kamionforgalmat is bíró földútjával szemben szántóföldi dűlőúthoz hasonló szélességű és minőségű. A haladás rajta lassú, a homokdűnéken könnyű elakadni. A vízfolyásoknál hidak helyett gázlók vannak, esős évszakban áradások és dagonyák is lehetnek, ilyenkor útzárat hirdetnek. A környék elhagyatottsága miatt előfordulhat, hogy a legközelebbi lakott hely több száz kilométerre van. Noha a nehézségek miatt tömeges turizmusról nem lehet beszélni, az úton évről évre nagyobb a terepjárós turistaforgalom.
Az út kezdőpontja az aszfaltúton megközelíthető Wiluna, hatszáz körüli lakosságú kistelepülés, rögtön mellette egy nagyipari módszerekkel dolgozó aranybánya található. A településen minden információ beszerezhető az útról. Innen északra indul az út. Az első, könnyebb szakasza a Well 9-ig tart, hossza 295 kilométer. Az utazás kalandos része ezután következik, a homokdűnéken keresztül. Innen 220 kilométer Durba Springs sziklái és tava. Az út legnehezebb szakasza ezután következik a Well 23-ig, az út elhalad a többnyire kiszáradt sóstó, a Csalódás-tó (Lake Dissapointment) nyugati partja mentén. A Well 22 után a Talawana Track, egy nyugatra tartó menekülőút következik, mely elhalad a Rudall River nemzeti park mellett.
A következő szakasz a Well 33-ig tart, hossza 271 kilométer. Itt egy földút keresztezi az utat, amin nyugat felé 600 kilométer a legközelebbi aszfaltút, a Great Northern Highway, keletre kb. ezer kilométer Alice Springs. A keresztúton nyugat felé, földutak hálózatán lehet elérni a mintegy 100 kilométerre található Veevers-kráter meteoritkrátert. A kereszteződéstől néhány kilométer az út egyetlen lakott helye, Kunawarritji, apró aboriginal település, ahol üzemanyag és némi utánpótlás lehetséges. Innen 643 kilométer lakatlan tájon Billiluna, az út végpontja, szintén apró aboriginal település, tankolási lehetőséggel. Innen a  legközelebbi némileg városias település Halls Creek, a Tanami Roadon mintegy 140 kilométer északi irányban. Egyéb lakott település az út környékén nincs.
Az úton 51 kiépített forrás és itató található, de csak egy részük működőképes, sok közülük teljesen használhatatlan. Komoly utánpótlás, orvosi segítség csak Wiluna és Halls Creek településeken lehetséges.

## Utazás a CSR úton

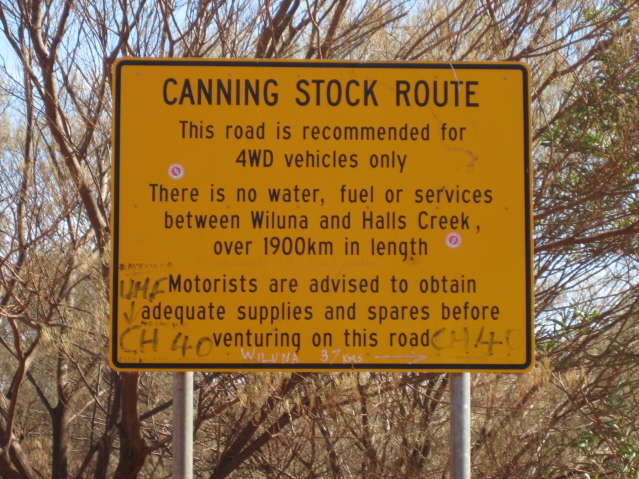
Figyelmeztető tábla: semmiféle utánpótlásra nincs lehetőség a következő 1900 kilométeren

Noha a marhahajtók minden modern felszerelés nélkül, szinte 19. századi körülmények között tették meg a számukra kb. két hónapos utat, azóta néhányan kerékpárral, sőt gyalog is átvágtak rajta, Ausztrália egyik legnehezebb és legveszélyesebb útjának meglátogatásához komoly előkészületek szükségesek.
Az út helyenként némileg szélesebb és jobban járható, de sziklás-köves részek, mélyen kátyús szakaszok is vannak. A sivatagi szakaszon több száz laza homokkal fedett homokdűnén, a Csalódás-tó mellett dagonyás vízfolyásokon kell átvágni. Mindezek miatt csak off-road jártassággal lehet biztonsággal vállalni a vezetést.
Az utazáshoz kiváló állapotú, üzembiztos, könnyen javítható, pótalkatrészekkel és legalább két pótkerékkel, csörlővel felszerelt 4WD terepjáró szükséges. Egy jármű helyett a 3-4 kocsival, konvojban való utazás ajánlott. Az üzemanyag-ellátás bizonytalansága miatt az út teljes hosszára elegendő üzemanyagot kell vinni. Pontos térkép, iránytű, navigátor, műholdas telefon, nagyobb távolságra ható rádió adó-vevő  nélkülözhetetlen.
Az utazóknak megfelelő egészségi és fizikai állapotban kell lenniük az esetleg előre nem látható nehézségek elviselésére. Az út teljes időtartamára (minimum egy hét, de inkább három) elegendő élelmet és bőven elegendő ivóvizet kell vinni, a források és kutak vize nem mindig elérhető, vagy megbízható. A gyors segítségnyújtás lehetetlensége miatt különös óvatossággal kell viselkedni a balesetek elkerülésére. Óvakodni kell a kígyóktól, pókoktól, de a békésnek gondolt állatokat is célszerű kerülni (teve, marha, kenguru). Még rövid távú gyaloglás esetén is be kell tartani a fő szabályokat: víz, napszemüveg, napsapka, valamint „ne vállalj fölösleges kockázatot és figyeld, hová lépsz!”
Utazásra szigorúan csak az ottani három téli hónap a megfelelő időszak, ilyenkor zajlik az egész évi turistaforgalom, napi több autó jár az úton, segítségre könnyebben lehet számítani. Nyári időszakban hónapokig szinte senki nem jár az úton, elviselhetetlen a meleg, váratlan esőzések és áradások lehetnek. A legmelegebb hónapokban az utat lezárják a forgalom elől.
Elakadás esetén a jármű közelében kell maradni. Teljes körű személy és járműbiztosítás elengedhetetlen.
Figyelembe kell venni, hogy az út néhány szakaszán való hajtáshoz díjfizetéshez kötött, előre beszerzett engedélyekre van szükség. Az őslakók néhány szent helyét (pl. Calvert Range) csak különleges engedély birtokában szabad felkeresni, de azt többnyire nem adják meg.

## Az út veszélyei
Az út mentén otthagyott és kiégett autóroncsok, valamint a marhahajtók idejéből való néhány sír emlékeztet az út veszélyességére. Az állam rendőrsége úgy nyilatkozott, hogy az út egy könyörtelen és ellenséges vidéken vezet keresztül.
Az évek alatt több turistát kellett kimenteni a környékről, de a legtragikusabb eset 2005-ben történt, amikor két erős és fiatal férfi és a kutyájuk veszett oda, kizárólag a rossz felkészültség és felelőtlenség miatt. Útjuk során az összes lehetséges biztonsági szabályt megszegték. Autójuk egy sivatagi utazásra semmiképpen sem alkalmas, több mint harmincéves, rossz műszaki állapotú Land Rover volt, mely 70 kilométerre a legközelebbi lakott helytől elromlott. Nem vittek elegendő üzemanyagot, így műszaki hiba nélkül sem érték volna el a legközelebbi települést. A kocsiban nem volt sem műholdas telefon, sem CB-rádió, a mobiltelefon meg a sivatagban nem működött. Nem vittek elegendő vizet, nem volt náluk pontos térkép. Mindössze néhány kilométerre voltak a legközelebbi iható forrástól, de térkép nélkül ezt nem tudták. Nyári szezonban indultak az útnak, amikor senki sem jár arra. Sem a családnak, sem a rendőrségnek nem szóltak útvonalukról és a várható érkezésről, így senki sem kereste őket. Két héttel utolsó tankolásuk után találtak rájuk, de addigra szomjan haltak.

## Útvonal
A „well” az útmenti kutakat jelenti, zárójelben a hely elnevezése az őslakók nyelvén.
- Wiluna, az út kezdete
- Well 1
- Well 2 (Kalkalong)
- Tank 2a víztartály (The Granites)
- Well 3 (Wakumpu)
- Well 4 (Kuta Pita)
- Well 4a
- Windich Springs
- Well 4 b (Yapum)
- Well 5
- Well 6 (Pierre Srings, Milynimi)
- Well 7 (Ngumpa)
- Well 8 (Kunpa)
- Well 9 (Weld Spring, Palartji), elágazás keletre, Carnegie felé
- Well 10
- Well 11 (Goodwin Soak)
- Well 12
- Well 13 (Pulpurumal)
- Well 14 (Jintjimal)
- Well 15 (Manjanka)
- Well 16 (Lawulawa), út a Sunday Spring és a Calvert Range felé, csak engedéllyel
- Well 17 (Jilukurru)
- Durba Springs (Pinpi)
- Well 18 (Wanykuju), Well 18 és 22 között a Lake Dissapointment partján)
- Well 19 (Kunangurtiti)
- Well 20 (Karranyal)
- Well 21 (Jilapuka)
- Well 22 (Martilimi)
- Well 23 (Kalypa), erre egy szakaszon a Talawana Track úttal közösen fut az út
- Well 24 (Kartarru)
- Well 25 (Warntili)
- Well 26 (Tiwa)
- Well 28 (Raarki)
- Well 29 (Marnunara)
- Well 30 (Juntu Juntu)
- Well 31 (Warla Warla)
- Well 32 (Nyarrun)
- Well 33 (Kunawarritji)
- útelágazás, nyugatra a Wapet Road és Kunawarritji település, keletre a Garry Junction Road Alice Springs felé
- Well 34 (Nyipili)
- Well 35 (Kinyu)
- Well 36 (Kilkil)
- Well 37 (Upuru)
- Well 38 (Wajaparri)
- Well 39 (Kukupanyu)
- Well 40 (Natawalu)
- Well 41 (Tinu)
- Keleti irányban elágazás Helena Soak felé
- Well 42 (Kulyaji)
- Well 43 (Katajikarra)
- Well 44 (Jimpirrinykarra)
- Well 45 (Jintijinti)
- Well 46 (Kujuwarri)
- Well 47 (Kartalapuru)
- Well 48 (Kaningarra), Breaden Hills
- Well 49 (Lampa)
- Well 50 (Jikarn)
- Well 51
- Billiluna, az út végpontja, a Tanami Road csatlakozása

## További információ
- Az utat bemutató dokumentumfilm. YouTube